# Giulio Lepschy
Giulio Ciro Lepschy (Venezia, 14 gennaio 1935) è un linguista italiano.

## Biografia
Fratello dello scienziato Antonio Lepschy, si è formato all'Università di Pisa (come allievo della Scuola Normale Superiore), dove si è laureato in glottologia, quindi ha perfezionato i suoi studi all'Università di Zurigo e alla Oxford University. Ha insegnato linguistica italiana all'Università di Reading, dal 1975, ed è stato poi professore in altri atenei anglofoni, quali l'Università di Toronto, l'University College (Londra) e l'Università di Cambridge. È socio sia della British Academy, sia dell'Accademia della Crusca. Ha scritto numerose opere sulla linguistica e sulla storia della lingua italiana, occupandosi anche di dialettologia. Ha collaborato al Grande dizionario italiano dell'uso.
Ha sposato Anna Laura Momigliano.

## Opere

### Saggi
- La linguistica strutturale, Torino, Einaudi, 1966
- Italian studies: language, The Modern Humanities, 1967
- La grammatica italiana: problemi e proposte, Palermo, Palumbo, 1970
- Il parlato e lo scritto, Palermo, Mori, 1970
- A survey of structural linguistics, Londra, Faber and Faber, 1970
- Scritti e ricerche di grammatica italiana, Trieste, LINT, 1972 (con altri)
- The Italian Language Today, Londra, Hutchinson, 1977 (con Anna Laura Lepschy)
  -  La lingua italiana: storia, varietà dell'uso, grammatica, Collana Studi, Milano, Bompiani, 1981. - nuova edizione riveduta, Collana Tascabili, Bompiani, 1993-2019.
- Intorno a Saussure, Torino, Stampatori, 1979
- Mutamenti di prospettiva nella linguistica, Bologna, Il Mulino, 1981
- Su/per Meneghello, Milano, Edizioni di Comunità, 1983
- Le parole di Mino, Bergamo, Comune, 1984
- Nuovi saggi di linguistica italiana, Bologna, Il Mulino, 1989
- Sulla linguistica moderna, Bologna, Il Mulino, 1989
- Storia della linguistica, Bologna, Il Mulino, 1990-1994 (3 voll.)
- La linguistica del Novecento, Bologna, Il Mulino, 1996
- L'amanuense analfabeta e altri saggi, Firenze, Olschki, 1999
- History of Linguistics, Londra-New York, Longman, 1994-1998
- Mother Tongues and Other Reflections on the Italian Language, Toronto, University of Toronto Press, 2002
- Parole, parole, parole e altri saggi di linguistica, Bologna, Il Mulino, 2007
- Tradurre e intraducibilità: quindici seminari sulla traduzione, Torino, Aragno, 2009

### Traduzioni
- Louis Hjelmslev, I fondamenti della teoria del linguaggio, Torino, Einaudi, 1968 (dall'ed. in inglese 1961)
- André Martinet, Elementi di linguistica generale, Bari, Laterza, 1966
- Robert Vincent Daniels, La coscienza della rivoluzione, Firenze, Sansoni, 1970